# Lhotka u Radnic
Lhotka u Radnic é uma comuna checa localizada na região de Plzeň, distrito de Rokycany.